# Transuraner
Transuraner kallas de grundämnen som har atomnummer högre än uran, det vill säga från 93 och uppåt. Det tyngsta bekräftade grundämnet oganesson är ytterst instabilt och hade 2007 endast lyckats bekräfta tre atomer av isotopen 294Og. Några ämnen med atomnummer 119 och däröver är inte kända, men upptäckarna har påbörjat liknande experiment i hopp om att kunna skapa grundämne 120 (unbinilium) från 58Fe och 244Pu. Isotoper av unbinilium förutspås en halveringstid på någon mikrosekund.
Det enda transuran som förekommer naturligt på jorden är plutonium, om än i ytterst små mängder. Övriga transuraner har bara hittats i kärnreaktorer och laboratorier och kallas därför för "syntetiska" grundämnen. Man har dock sett dem på andra ställen i universum, framför allt i supernovor.

## Egenskaper
Alla kända transuraner är radioaktiva och måste hanteras därefter.
Somliga transuraner är ytterst kortlivade, och därför svåra att skaffa sig detaljkunskap om. De sönderfaller dock så fort att det inte finns några hälso- och miljöeffekter utanför laboratoriemiljö. I vissa fall har man lyckats framställa bara några få atomer, vilket försvårar möjligheten att undersöka ämnets egenskaper. Genom teoretiska beräkningar och slutsatser av ämnets placering i det periodiska systemet har man dock gissat sig till vissa egenskaper.
Andra transuraner är så stabila att de kan framställas i sådana mängder att det går att använda dem till något. Dessa ämnens fysiska och kemiska egenskaperna är också bättre utforskade. De kan bli miljöproblem genom att ämnena själva eller deras sönderfallsprodukter är långlivade.

## Namngivning
De ämnen vars egenskaper har kunnat kartläggas har efter internationell överenskommelse givits ett latiniserat namn som hedrar någon betydelsefull kärnforskare eller den plats, där ämnet första gången framställdes.
De ämnen där få fysiska och kemiska egenskaper är fastställda tilldelas ett provisoriskt, latiniserat namn för atomnumret, siffra för siffra. Den provisoriska kemiska beteckningen blir initialerna i räkneorden. För närvarande gäller detta inga kända grundämnen.

## Lista över transuraner
| Atomnr | Namn          | Beteckning | Upptäcktsår | Upptäckare |
| ------ | ------------- | ---------- | ----------- | --- |
| 93     | Neptunium     | Np         | 1940        | Edwin McMillan |
| 94     | Plutonium     | Pu         | 1940        | Glenn T. Seaborg                                                                                                   |
| 95     | Americium     | Am         | 1945        | Glenn T. Seaborg                                                                                                   |
| 96     | Curium        | Cm         | 1944        | Glenn T. Seaborg                                                                                                   |
| 97     | Berkelium     | Bk         | 1949        | Glenn T. Seaborg                                                                                                   |
| 98     | Californium   | Cf         | 1950        | Glenn T. Seaborg                                                                                                   |
| 99     | Einsteinium   | Es         | 1952        | Albert Ghiorso |
| 100    | Fermium       | Fm         | 1952        | Albert Ghiorso |
| 101    | Mendelevium   | Md         | 1955        | Glenn T. Seaborg                                                                                                   |
| 102    | Nobelium      | No         | 1957        | Manne Siegbahnlaboratoriet (f d Nobelinstitutet för fysik)                                                         |
| 103    | Lawrencium    | Lr         | 1961        | Albert Ghiorso |
| 104    | Rutherfordium | Rf         | 1966        | Joint Institute for Nuclear Research (Dubna, Sovjetunionen)                                                        |
| 105    | Dubnium       | Db         | 1970        | Albert Ghiorso |
| 106    | Seaborgium    | Sg         | 1974        | Albert Ghiorso |
| 107    | Bohrium       | Bh         | 1976        | Peter Armbruster + Gottfried Munzenber                                                                             |
| 108    | Hassium       | Hs         | 1984        | Peter Armbruster + Gottfried Munzenber                                                                             |
| 109    | Meitnerium    | Mt         | 1982        | Gesellschaft für Schwerionenforschung                                                                              |
| 110    | Darmstadtium  | Ds         | 1970        | Albert Ghiorso |
| 111    | Röntgenium    | Rg         | 1994        | Sigurd Hofmann |
| 112    | Copernicium   | Cn         | 1996        | Sigurd Hofmann + Victor Ninov + F P Hessbuger                                                                      |
| 113    | Nihonium      | Nh         | 2003        | Joint Institute for Nuclear Research (Dubna, Ryssland) + Lawrence Livermore National Laboratory (Kalifornien, USA) |
| 114    | Flerovium     | Fl         | 1999        | Joint Institute for Nuclear Research (Dubna, Ryssland) + Lawrence Livermore National Laboratory (Kalifornien, USA) |
| 115    | Moskovium     | Mc         | 2003        | Joint Institute for Nuclear Research (Dubna, Ryssland) + Lawrence Livermore National Laboratory (Kalifornien, USA) |
| 116    | Livermorium   | Lv         | 2000        | Joint Institute for Nuclear Research och Lawrence Livermore National Laboratory                                    |
| 117    | Tenness       | Ts         | 2009-2010   | Joint Institute for Nuclear Research                                                                               |
| 118    | Oganesson     | Og         | 2002, 2006  | Lawrence Berkeley National Laboratory                                                                              |